# وینچنزو بورگارلو
وینچنزو بورگارلو (ایتالیایی: Vincenzo Borgarello; ۹ مهٔ ۱۸۸۴ – ۶ ژانویهٔ ۱۹۶۹) دوچرخه‌سوار اهل ایتالیا بود.